# Hot Rocks 1964-1971
Hot Rocks 1964-1971 è il primo album raccolta dei Rolling Stones pubblicato negli Stati Uniti  dalla casa discografica ABKCO Records, di proprietà dell'ex manager della band Allen Klein, nel dicembre 1971.
Klein deteneva il controllo sul materiale dei Rolling Stones registrato per la Decca/London Records dal 1963 al 1970. Anche se all'epoca della pubblicazione della compilation i brani contenuti erano tutti già editi e l'unica nota di interesse, per il mercato americano, era la presenza di Time Is on My Side in versione europea, la raccolta si rivelò uno dei più grandi successi degli Stones in carriera.

## Storia
Dopo aver lasciato la Decca per formare la propria etichetta discografica, la Rolling Stones Records, il gruppo registrò l'album Sticky Fingers nel corso del 1970, pubblicandolo album la primavera successiva. Anche se Klein non era più ormai il manager del gruppo, la sua società ABKCO era ancora proprietaria del catalogo passato del gruppo, e decisa a sfruttarlo, pubblicò una raccolta, Hot Rocks 1964–1971, come album doppio di "greatest hits".
Nella scaletta delle tracce furono incluse anche Brown Sugar e Wild Horses, brani facenti parte di Sticky Fingers, poiché queste due canzoni, essendo state registrate dalla band quando ancora erano sotto contratto con la Decca, avevano il copyright diviso a metà fra il gruppo e Allen Klein. La compilation venne comunque autorizzata dal gruppo (come anche la successiva More Hot Rocks (Big Hits & Fazed Cookies)).

## Pubblicazione e accoglienza
Il disco riscosse un grande successo di pubblico, raggiungendo la posizione numero 4 in classifica negli Stati Uniti. L'uscita in Inghilterra venne posticipata di diversi anni, avvenendo solo nel 1990, ma la compilation, anche a distanza di anni, raggiunse la terza posizione nella classifica di vendita.
Nell'agosto 2002 è stato ristampato in una nuova versione rimasterizzata in formato CD e SACD dalla ABKCO Records.

## Tracce
- Tutti i brani sono opera di Mick Jagger & Keith Richards, eccetto dove indicato.

### Disco 1
Lato 1
1. Time Is on My Side (Norman Meade) - 2:58
2. Heart of Stone - 2:50
3. Play with Fire (Nanker Phelge) - 2:13
4. (I Can't Get No) Satisfaction - 3:43
5. As Tears Go By (Jagger/Richard/Andrew Loog Oldham) - 2:45
6. Get Off of My Cloud - 2:55

Lato 2
1. Mother's Little Helper - 2:45
2. 19th Nervous Breakdown - 3:56
3. Paint It, Black - 3:45
4. Under My Thumb - 3:42
5. Ruby Tuesday - 3:16
6. Let's Spend the Night Together - 3:36

### Disco 2
Lato 3
1. Jumpin' Jack Flash - 3:41
2. Street Fighting Man - 3:15
3. Sympathy for the Devil - 6:18
4. Honky Tonk Women - 3:00
5. Gimme Shelter - 4:31

Lato 4
1. Midnight Rambler (live) - 9:13
2. You Can't Always Get What You Want - 7:28
3. Brown Sugar - 3:49
4. Wild Horses - 5:42

## Classifiche

### Classifiche settimanali
| Classifica (1972) | Posizione massima |
| ----------------- | ----------------- |
| Canada            | 5                 |
| Stati Uniti       | 4                 |
| Classifica (1990) | Posizione massima |
| Australia         | 10                |
| Nuova Zelanda     | 2                 |
| Paesi Bassi       | 9                 |
| Regno Unito       | 3                 |

### Classifiche di fine anno
| Classifica (1972) | Posizione |
| ----------------- | --------- |
| Stati Uniti       | 5         |